# フランチェスコ3世・ゴンザーガ
フランチェスコ3世・ゴンザーガ(Francesco III Gonzaga, 1533年3月10日 - 1550年2月21日) は、フェデリーコ2世とマルゲリータ・パレオロギ(東ローマ帝国最後の王朝であるパレオロゴス家の末裔)との息子で、1540年から亡くなるまでイタリア屈指の名門ゴンザーガ家の当主としてマントヴァ公、モンフェッラート侯であった。

## 生涯
フランチェスコ3世は、父が死んだ時はわずか7歳にもかかわらず、1540年7月5日マントヴァ公となった。成人するまでは母親のマルゲリータと後見人の叔父エルコレとフェッランテが国を治めた。皇帝カール5世は1543年6月28日に、叙任を許可した。この機会に皇帝の従兄弟で、フェルディナントの娘カテリーナと婚約した。結婚式は1549年10月22日フランチェスコが16歳になった後に行われた。しかし若い二人の結婚生活は短期間となった。配偶者がマントヴァに到着した数ヶ月後、公は湖の冷たい水に落ち肺炎をわずらった。療養中若い公は再発に耐えた（おそらく謝肉祭の準備があったため）が亡くなった。カテリーナはオーストリアに戻り、公国は弟のグリエルモが継ぐこととなった。